# Leucophlebia formosana
Leucophlebia formosana là một loài bướm đêm thuộc họ Sphingidae. Nó được tìm thấy ở Trung Quốc và Đài Loan.

## Phụ loài
- Leucophlebia formosana formosana (Taiwan)
- Leucophlebia formosana chinaensis Eitschberger, 2003 (Shandong in China)